# Gyda Hansen (Schauspielerin)
Gyda Hansen (* 7. Februar 1938 in Kopenhagen; † 20. August 2010 ebenda) war eine dänische Schauspielerin.

## Leben
Gyda Hansen absolvierte ihre Schauspielausbildung an der Staatlichen Schauspielschule in Kopenhagen. Im Jahr 1956 hatte sie ihr Bühnendebüt am Det Ny-Theater. Im Laufe ihrer Karriere stand sie an zahlreichen Theatern in Dänemark auf der Bühne, so auch am Folketeatret, am Aarhus Teater, am Odense Teater, Gronnegards-Theater und am Königlichen Theater Kopenhagen.
Nach zehnjähriger Bühnen-und-Leinwandabstinenz kehrte sie im Jahr 1995 wieder in die Filmbranche zurück. Gyda Hansen stand von 1958 bis zu ihrem Tod in mehr als 60 Film-und-Fernsehproduktionen als Schauspielerin vor der Kamera. Bis auf wenige Ausnahmen war sie meistens in Nebenrollen besetzt. Ihre letzte Rolle spielte sie in der Serie Lykke, welche erst nach ihrem Tod im dänischen Fernsehen ausgestrahlt wurde.
Gyda Hansen starb am 20. August 2010 im Alter von 72 Jahren in Kopenhagen. Sie wurde auf dem Bispebjerg-Kirkegard beigesetzt.

## Filmografie (Auswahl)
- 1963: Fräulein unberührt (Flådens friske fyre)
- 1964: Sommer i Tyrol
- 1964: Jungfernstreich (5 mand og Rosa)
- 1965: Die Flottenpflaume (Flådens friske fyre)
- 1968: Format 18 x 24 (Fernsehserie)
- 1969: Geld zum zweiten Frühstück (Tænk på et tal)
- 1977: Oh, diese Mieter (Huset på Christianshavn, Fernsehserie)
- 1978: Die Leute von Korsbaek (Matador, Fernsehserie)
- 1981: Die Olsenbande fliegt über alle Berge (Olsen-banden over alle bjerge)
- 1984: Privatdetektiv Anthonsen (Anthonsen, Fernsehserie)
- 1984: Carlo und Ester (Carlo & Ester)
- 1996: Pusher
- 2011: Lykke (Fernsehserie)